# گونگ شیانگیو
گونگ شیانگیو (انگلیسی: Gong Xiangyu؛ زادهٔ ۲۱ آوریل ۱۹۹۷) بازیکن والیبال اهل چین است.
از افتخارات وی میتوان به کسب مدال طلا به همراه تیم ملی والیبال زنان چین در بازی‌های المپیک تابستانی ۲۰۱۶ اشاره کرد.